# منطقه مرکز (کامرون)
منطقه مرکز (به لاتین: Centre Region) یکی از منطقه‌های کامرون است. منطقه مرکز ۳٬۹۱۹٬۸۲۸ نفر جمعیت دارد.

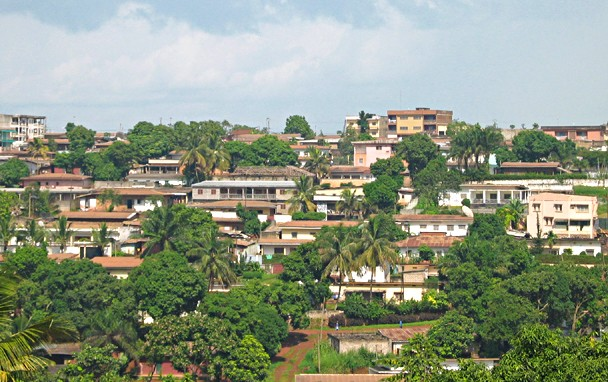
نمایی از یائونده پایتخت کامرون و مرکز اداری منطقه مرکز